# NGC 5773
NGC 5773 ist eine 13,5 mag helle Spiralgalaxie vom Hubble-Typ Sa im Sternbild Bärenhüter am Nordsternhimmel und etwa 315 Millionen Lichtjahre von der Milchstraße entfernt.
Sie wurde am 16. Mai 1784 von Wilhelm Herschel mit einem 18,7-Zoll-Spiegelteleskop entdeckt,  der sie dabei mit „Two, about 6′ distant, both eF, vS, R, verified with 240 power“ beschrieb. Das zweite genannte Objekt ist NGC 5771.